# Florence Delay
Florence Delay (Parigi, 19 marzo 1941 – Parigi, 1º luglio 2025) è stata una scrittrice e attrice francese, membro dell'Académie française.

## Biografia
Figlia di Marie-Madeleine Carrez e Jean Delay, studiò al Lycée Jean de La Fontaine e poi alla Sorbonne.
Nel 1962 interpretò la parte di Giovanna d'Arco in un film di Robert Bresson, Processo a Giovanna d'Arco. Nel 1971 pubblicò il suo primo romanzo, Minuit sur les jeux. Nel 1983, con il romanzo Riche et légère, vinse il Prix Femina. Con Jacques Roubaud dell'OuLiPo firmò, fra il 1977 e il 2005, un ciclo di 10 commedie sul ciclo arturiano, Graal Théâtre.
Al cinema recitò, fece da narratrice o scrisse sceneggiature per film di Chris Marker, Hugo Santiago, Benoît Jacquot e Michel Deville. 
Il 14 dicembre 2000 fu eletta all'Académie française, dove occupò il seggio numero 10.

## Filmografia
- Processo a Giovanna d'Arco (1962) di Robert Bresson

## Opere
- Minuit sur les jeux  (1973)
- Le aïe aïe de la corne de brume  (1975)
- Graal théâtre (in collaborazione con Jacques Roubaud, 1977-1981)
- L'Insuccès de la fête  (1980)
- Riche et légère  (1983)
- Acte de la Passion, in Théâtre espagnol du XVIe siècle  (1983)
- Marco Polo, le nouveau livre des merveilles, (in collaborazione con Jean Marie Adiaffi, Sony Labou Tansi, Jacques Savoie, Louis Caron, Abdelaziz Kacem, Jacques Lacarrière, Bertrand Visage - 1985)
- Course d'amour pendant le deuil  (1986)
- L'Éclypse de la balle, d'Arnaldo Calveyra  (1987)
- Il me semble, Mesdames ou Les Dames de Fontainebleau  (1987)
- Petites formes en prose après Edison  (1987)
- “La sortie au jour” in Le Livre sacré de l'ancienne Égypte  (1987)
- Le divin Narcisse, et autres textes, de Sor Juana Inès de la Cruz, (in collaborazione con Frédéric Magne e Jacques Roubaud, 1987)
- La Décadence de l'analphabétisme, de José Bergamín  (1988)
- Partition rouge. Poèmes et chants des Indiens d'Amérique du Nord, (in collaborazione con Jacques Roubaud, 1988)
- La Célestine (version courte), de Fernando de Rojas  (1989)
- La Solitude sonore du toreo, de José Bergamín  (1989)
- L'Hexaméron (in collaborazione con Michel Chaillou, Michel Deguy, Natacha Michel, Denis Roche, Jacques Roubaud, 1990)
- Etxremendi  (1990)
- Semaines de Suzanne (in collaborazione con Patrick Deville, Jean Echenoz, Sonja Greenlee, Harry Mathew, Mark Polizzotti, Olivier Rolin, 1991)
- Les Moitiés, de Ramón Gómez de la Serna, (in collaborazione con Pierre Lartigue, 1991)
- Catalina, enquête  (1994)
- Œillet rouge sur le sable  (1994)
- La Fin des temps ordinaires  (1996)
- La Séduction brève  (1997)
- Six poèmes galiciens, de Federico García Lorca  (1998)
- L'Homme du Luxembourg, d'Arnaldo Calveyra  (1998)
- Beauténébreux, de José Bergamín  (1999)
- Dit Nerval, essai  (1999)
- Michée, Aggée, Zacharie, Malachie, (con Maurice Roger e Arnaud Sérandour, 2001)
- Le Grand Théâtre du monde suivi de Procès en séparation de l'Âme et du Corps, de Pedro Calderón de la Basca  (2004)
- Mon Espagne. Or et Ciel, Hermann (2008)